# Бобија (планина)
Бобија је планина у Западној Србији у пределу под називом Азбуковица, налази се између десне обале Дрине, Соколских планина, Јабланика, Медведника и кањона Трешњице. Бобија је удаљена 140 km од Београда, од Љубовије 30 km, а од Бајине Баште и Ваљева који километар више. Највиши врх носи назив Торничка Бобија и висок је 1272 m. Бобију красе четинарске и букове шуме, пашњаци и пропланци. Највећа села су Савковићи (Доњи и Горњи Савковићи) и Горње Кошље у чијем саставу се налазе и бројни засеоци. Становништво се највише бави сточарством и воћарством. Сељаци производе квалитетно млеко, сир и кајмак. Од воћарства заступљена је шљива и малина. За становништво у селима на падинама Бобије производња малине представља главни извор прихода.
Бобија обилује јаким и хладним изворима пијаће воде на великим надморским висинама, међу којима је најпознатији извор „Добра вода“. Преовлађују букове и антропогене четинарске шуме. Лепоту ове планине чине и многобројни видиковци и кањони река Трешњица, Трибуће и Љубовиђе.
Бобија је станиште белоглавог супа - највеће птице у Европи. У реци Трешњици се мрести ретка врста рибе - младица.